# おんな鉄道ひとり旅
『おんな鉄道ひとり旅』（おんなてつどうひとりたび）は、YASCORNによる日本の鉄道漫画。作者の鉄道活動を漫画にしたもので、鉄道ルポ漫画。
作者による同名のYouTubeチャンネルも開設している。

## 登場人物

### 主要人物
YASCORN（やすこーん）
本作の作者であり主人公（以後、作者と表記）。ロケ地訪問や鉄道グルメ、夜行列車がきっかけで「乗り鉄」となり、鉄道漫画家となる。
作中では単独で旅することが多いが、中には同伴者と旅する回もある。同人誌「寝台特急サンライズ殺人事件」では同乗した第一発見者として坪内刑事につかまりそうになるが、新十津川警部により容疑者から外され、興味本位から新十津川・坪内の捜査に協力する。
山縣裕児（やまがた ゆうじ）
越乃Shu*Kura取材乗車のため、同行させた当該連載雑誌の編集長。
いわゆる「呑み鉄」。作者そっちのけで暴走した。京急ビール電車でも同伴している。

### 杉木家
杉木・妹（すぎき いもうと）
作者の妹。彼女自身は回想シーンと声のみ登場している。
2人の娘がいる。
杉木・姪（すぎき めい）
作者の妹の娘2人。
作者は2人に「鉄分」を上げるべく、たびたび鉄道活動に誘う。
作者の立ち位置としては鉄道アナウンサーの久野知美に似ている。

杉木・父（すぎき ちち）
作者の父。出張ついでに彼女によく切符をお土産に買ってくれる。

### 第1巻
A（エー）
作者が寝台特急北斗星の食堂車「グランシャリオ」のパブタイムで相席になった男性客。
イニシャルは関係なく、彼がA寝台個室の客であったからそう呼ばれている。
作者によれば北斗星の時の印象は三船敏郎に憧れているスマートな紳士。意気投合して再会した。
T（ティー）
作者がサンライズ出雲で出雲大社参拝時に出会った神職。
イケメン運転士（イケメンうんてんし）
伊東線で猿の事を聞かれた。眼鏡、制服が決まっている作者の憧れの人。
水戸岡鋭治（みとおか えいじ）
作者が乗車した観光列車「或る列車」をデザインした。
山本豊福（やまもと とよふく）
ブライダルトレイン取材のため、訪乗した大井川鐵道の広報担当。
作者曰く、俳優の小日向文世に似ているという。
作者とともに普通の弁当を食べ、取材にも拘らず2人でまったりしてしまった。
西村京太郎（にしむら きょうたろう）
作者が鉄道活動とともに趣味で愛読しているミステリーの大家。彼もミステリー取材でよく「夜行列車」利用するが、「サンライズに限っては彼女（ヤスコーン）の乗車回数には遠く及ばない」と述べている。同人誌「寝台特急サンライズ殺人事件」では新十津川警部として登場、見事に殺人事件の犯人を突き止めた。
A子（エーこ）
作者の18歳からつきあいがある友人。作者の影響で夜行列車に乗るようになったという。
作者以上にマイペースで、最近はモバイルゲームにはまっている。
乙幡啓子（おつはた けいこ）
鉄道好きのルポライターであることから、友人である作者としばしば乗り物エッセー取材に同行している。
作中ではやすこーんと北海道の駅前宿に取材目的で投宿している。
南谷吉俊（みなみたに よしとし）
作者と乙幡が投宿した駅宿「駅の宿ひらふ」のオーナー。京都出身ではあるが、平成元年（1989年）、登山旅行で先代（初代）と出会う。
平成7年（1995年）に先代の従業員として移住、平成8年（1996年）には宿を引き継いでその後、二代目オーナーに就任した。
初代オーナーはひらふスキー場で民宿を営んでいたが、比羅夫駅が昭和57年（1982年）に無人化されたことを知り、5年後のJR発足した昭和62年（1987年）に打診すると駅の借用が認められ、開業した。二代目に後退するまで9年ぐらい運営した。

### 第2巻
坪内政美（つぼうち まさみ）
作者が懇意にしている高松在住のカメラマン。駅スタンプを個人で作成・寄贈している。西村とともに同人誌「寝台特急サンライズ殺人事件」に新十津川警部（西村）の部下（刑事）として登場して、作者に対する突っ込み担当をしていた。
西下（にしした）
坪内が作成した下灘駅スタンプを管理していた地元老人会の会長で、下灘駅の来客に対応していた。彼の死後、駅前に開業した珈琲店に設置。
N（エヌ）
作者が飯山線の観光列車「おいこっと」で出会った家族連れの強面男性。鉄道好きであることから意気投合する。社販の人によれば常連だという。
松島喜久恵（まつしま きくえ）
三江線（廃止）で出会った91歳の女性。毎日、階段を上り下りして宇都井駅を利用。
小枝美知子（こえだ みちこ）
三江線（廃止）で青森県のローカル民鉄・津軽鉄道のアテンダント。ストーブ列車で客が購入したするめを焼いてくれる。
S（エス）
急行「秘境駅飯田線号」で出会った85歳の男性。長年システムエンジニアをしていたといい、スマホも使いこなせている。
工藤クニエ（くどう クニエ）
三陸鉄道・久慈駅の「リアス亭」の女将。連続テレビ小説『あまちゃん』の「夏ぱっぱ」のモデル。
喫茶「モカ」のマスター夫婦
「リアス亭」と同じ駅にある喫茶店。「あまちゃん」の「喫茶リアス」のモデル。
久慈三紀（くじ みき）
久慈駅の窓口業務をしている女性。
元ブラッセルズの人
新潟駅「ぼんしゅ館」で出会った男性店員。掲載出版社である小学館の近くにあるビアバー「ブラッセルズ」に勤務していた。作者などの関連漫画家や編集者と顔なじみである。
サライ編集部
作者が観光列車「海里」で出会った。同じ出版社の取材という事もあり、少し便乗させてもらった。

### その他
夏目漱介（なつめ そうすけ）
同人誌「寝台特急サンライズ殺人事件」に登場した架空人物で、香川県高松市に住む小説家。殺人被害者の編集担当・片倉怜奈の件で新十津川・坪内の警察コンビの尋問を受けるが…
ちなみに一度容疑者にされた作者は、興味本位で一緒に高松にやってきては、サインをねだろうとして坪内に突っ込まれる。
作者以外の参考人は、神山武男、吉川美佳子、野上浩二であった。
江上英樹（えがみ ひでき）
同人誌「奥出雲おろち号特集」に登場した鉄道マニアで特にスイッチバック大好き。
彼が漫画雑誌の編集長をしていた当時、新・鉄子の旅で取材同行した木次線（第17旅）がきっかけで、沿線に移住。移住先で作者の取材を受けている。

## 備考
- 同作者による連載漫画『メシ鉄!!!』の主人公、北山みずほが本作にカメオ出演している。

## 書誌情報
- YASCORN 『おんな鉄道ひとり旅』 小学館、全2巻
  1. 2017年7月15日発売 ISBN 978-4-09-139559-7
  2. 2020年7月20日発売 ISBN 9784098710997